# Хэберт
Хэберт (англ. Heaberht, др.-англ. Heahberht; умер между 765 и 778) — Король Восточного Кента около 764—765 годов. Его имя известно только из нескольких хартий и монет. Возможно, королём Хэберта сделал король Мерсии Оффы, который подчинил Кент в этот период. В этот же период в Западном Кенте правил Эгберт II. Год смерти Хэберта неизвестен, возможно он умер он не позже 776 или 778 года, после чего Эгберт II смог объединить весь Кент и добиться на некоторое время независимости от Мерсии.

## Биография

Королевство Кент

После смерти в 762 году короля Этельберта II в Кентском королевстве наступил кризис престолонаследия, в результате которого в течение последующих пяти лет в нём правило не менее 5 королей, которые, вероятно, боролись за власть. Некоторые из них, вероятно, были назначены правителями соседних королевств. Судя по источникам, Кент в этот период разделился на 2 королевства — Западное и Восточное, а его правители, вероятно, к 764 году были вынуждены признать себя вассалами короля Мерсии Оффы.
Одним из таких королей был Хэберт. Его точное происхождение неизвестно. Вероятно, он был королём Восточного Кента, где около 764 года сменил короля Энмунда. Тимоти Веннинг предположил, что Оффа, подчинив себе Кент, сместил правивших в Кенте королей, заменив их на своих ставленников; одним их них стал Хэберт.
В 764 году Хэберт подтвердил хартию короля Оффы, который в этот период оказался сюзереном Кента. Кроме того, он подтвердил две из четырёх хартий короля Западного Кента Эгберта II. Одна из них датирована 765 годом, вторая издана между 765 и 785 годами. Других упоминаний о Хэберте нет. Исследователи полагают, что Эгберт II, который в 776 году в результате битвы у Отфорда смог на некоторое время сделать Кент независимым, смог объединить Кент, но неизвестно, в котором году это произошло и что случилось с Хэбертом. Вероятно это произошло не позже 778 года. Т. Веннинг предположил, что Хэберт умер до 776 года, после чего наступил конец примирению Эгберта II и Оффы, в результате чего кентцы восстали против владычества Мерсии. В любом случае, к 785 году Оффа смог вновь подчинить Кент, превратив его в провинцию Мерсии.
Имя Хэберта присутствует также на одной из монет, которую отчеканил в Кентербери Эгберт II; это самые ранние из сохранившихся монет новой серебряной чеканки, основанной на каролингских весах, однако их датировка неизвестна. Т. Веннинг полагает, что они были отчеканены в конце 760-х годов, и в этот период Кент был экономически процветающим королевством.